# Шаттак, Артур
Артур Трумэн Шаттак (англ. Arthur Truman Shattuck; 19 апреля 1881, Нина, штат Висконсин — 16 октября 1951, Нью-Йорк) — американский пианист.
Сын Франклина Кулиджа Шаттака (1839—1901), одного из основателей корпорации Kimberly-Clark. Занимался под руководством Фанни Блумфилд-Цейслер, с 1895 г. учился игре на фортепиано в Вене у Теодора Лешетицкого. В 1902 г. дебютировал с концертом в Копенгагене. С 1903 г. жил преимущественно в Париже, концертировал как в Европе, так и в США, в 1910 г. предпринял серию концертов в Исландии. Спорадически возвращался для концертных выступлений в США — в частности, в 1919 г. выступил в Эолиан-холле с исполнением Большой сонаты П. И. Чайковского, вызвав восторженные замечания Джеймса Ханекера по поводу типично североамериканской интеллектуальной музыкальности, не позволяющей эмоциям пианиста нарушить концептуальную ясность исполнения. В 1926 г. исполнил в Париже Первый фортепианный концерт Чайковского с Оркестром Ламурё под управлением Фрэнка Уоллера. С начала 1930-х гг. жил в Нью-Йорке.
Оставил несколько записей — отдельные небольшие пьесы Фридерика Шопена, Роберта Шумана, Ференца Листа, Кристиана Синдинга и др. Посмертно наследниками музыканта опубликованы его мемуары.